# Ernest Nunge
Ernest Nunge est un footballeur français né le 23 juillet 1925 à Amnéville et mort le 8 novembre 2014 à Bourg-en-Bresse. Il était milieu de terrain.

## Carrière
- 1949-1953 : FC Nancy  France
- 1953-1954 : FC Grenoble  France
- 1954-1955 : Olympique lyonnais  France[2]

Il doit arrêter le football à cause d'une blessure grave au genou.

## Palmarès
- Finaliste de la Coupe de France en 1953 avec le FC Nancy